# Chemical Reviews
Chemical Reviews är en tidskrift som avhandlar rön i kemisk forskning. Chemical Reviews publiceras av American Chemical Society.
Tidskriftens impact factor 2014 var 46,568 enligt Thomson ISI.